# Mohamed Lamine Zemmamouche
Mohamed Lamine Zemmamouche (arabisch محمد الأمين زماموش, DMG Muḥammad al-Amīn Zammāmūš; * 19. März 1985 in Mila) ist ein algerischer Fußballspieler, der bei USM Algier auf der Position des Torwarts spielt und gleichzeitig in der algerischen Nationalmannschaft aktiv ist.

## Sportlicher Werdegang

### Vereinskarriere
Mohamed Lamine Zemmamouche wurde in der nord-ostalgerischen Kleinstadt Mila geboren und begann seine Fußballkarriere dort bei CB Mila, wo er bis 2000 blieb.
Im Alter von 16 Jahren besuchte er die algerische Sportakademie Lycée Sportif de Draira. Nachdem er dort für Aufsehen sorgte, wechselte er 2002 in die Jugendabteilung von USM Algier.
Bereits zwei Jahre später kam er am 24. Mai 2004, im Alter von 19 Jahren, zu seinem ersten Liga-Einsatz gegen WA Tlemcen.
Auch in der Saison 2004/05 fungierte er nur als Ersatztorwart und kam auf lediglich vier Ligaspiele, ehe er sich im Spät-Sommer 2005 als Stammtorwart durchsetzen konnte.
In seiner ersten Zeit bei USM Algier konnte Zemmamouche im Jahr 2004 den nationalen Pokalsieg und die Vize-Meisterschaft, sowie 2005 die Meisterschaft feiern.
Nachdem er mit den "Usmistes" in den darauffolgenden Jahren keine Titel mehr gewinnen konnte, wechselte er im Juli 2009 zum Erzrivalen MC Algier.
Dort gewann er 2010 erneut die algerische Meisterschaft und nahm in der Folgesaison an der CAF Champions League teil.
Als sein Vertrag gegen Ende der Saison 2010/11 auslief, entschloss er sich zu einer Rückkehr in den Stadtteil Bologhine und unterschrieb bei USM Algier erneut einen Drei-Jahres-Vertrag.
Mit dem Verein konnte er an die erfolgreichen Zeiten zu Beginn seiner Karriere anknüpfen und gewann 2013 den algerischen Pokal, sowie den UAFA Cup.
In der Folgesaison wurde die algerische Meisterschaft mit 14 Punkten Vorsprung für sich entschieden, wobei Zemmamouche in 24 Partien zwölfmal ohne Gegentor blieb und damit entscheidenden Anteil am Erfolg hatte. Insgesamt blieb er seit 2011 in 74 Ligaspielen für USM Algier 38-mal ohne Gegentor.
Im Frühjahr 2014 kündigte er an, zur neuen Saison in Europa spielen zu wollen. Rolland Courbis, der Zemmamouche bereits bei USM Algier trainierte, gab in einem Interview zu, ihn zur Saison 2014/15 gerne für den HSC Montpellier zu verpflichten zu wollen.

### Nationalmannschaft
Trotz seiner Rolle als Ersatztorhüter bei USM Algier wurde Zemmamouche im Januar 2005 erstmals in den Kader der algerischen U-23-Nationalmannschaft berufen, wo er sich fortan etablieren konnte und bis zum Jahre 2008 regelmäßig eingesetzt wurde.
Im Juni 2006 wurde er im Rahmen eines Freundschaftsspiel gegen den Sudan zum ersten Mal in den Kader der algerischen A-Nationalmannschaft berufen. Nach einer weiteren Berufung im folgenden Oktober wurde er ein knappes Jahr später für ein Freundschaftsspiel gegen Brasilien und ein Qualifikationsspiel gegen Gambia erneut nominiert.
Durch gute Leistungen bei seinem neuen Verein MC Algier wurde er im Dezember 2009 von Trainer Rabah Saâdane überraschend in den Kader für den Afrika-Cup 2010 berufen. Dort kam er im Halbfinale gegen Ägypten zu seinem ersten Länderspiel, als er nach der Gelb-Roten-Karte von Fawzi Chaouchi in der 89. Minute eingewechselt wurde. Im anschließenden Spiel um Platz 3 gegen Nigeria wurde er von Beginn an aufgeboten.
In der Folgezeit wurde er nur in zwei Freundschaftsspielen im November 2010 gegen Luxemburg und am 12. November 2011 gegen Tunesien eingesetzt.
Nach fast genau zwei Jahren Abwesenheit in der Nationalmannschaft erhielt er im entscheidenden Rückspiel um die Qualifikation zur Fußballweltmeisterschaft 2014 gegen Burkina Faso den Vorzug gegenüber Stammtorwart Raïs M’Bolhi. Dabei konnte er seine Mannschaft vor einem Gegentor bewahren, was schließlich zu einem Gewinn der Partie (1:0) führte.
Darauffolgend blieb er im Testspiel im März 2014 gegen Slowenien ebenfalls ohne Gegentor (2:0) und wurde einige Wochen darauf für die Weltmeisterschaft in Brasilien nominiert, wo er allerdings nur Ersatzmann von Raïs M’Bolhi blieb.
Nach dem Turnier fungierte er in der Qualifikation zur Afrikameisterschaft 2015 erneut nur als Ersatztorhüter. Das Turnier selbst verpasste Zemmamouche allerdings verletzungsbedingt.
In der Folge wurde er nicht mehr berücksichtigt.
So datiert sein letztes Länderspiel auf den 15. November 2014 in der Afrika-Cup-Qualifikation gegen Äthiopien.

## Erfolge
- Algerischer Meister: 2005, 2010, 2014
- Algerischer Pokalsieger: 2004, 2013
- UAFA-Cup-Sieger: 2013
- WM-Teilnehmer: 2014

- Algerischer Vize-Meister: 2004, 2006
- Algerischer Vize-Pokalsieger: 2006, 2007

- Torhüter der Saison (Algerien): 2013, 2014